# خوزه آنتونیو سائینس د ویکونیا
خوزه آنتونیو سائینس دِ ویکونیا (اسپانیایی: José Antonio Sainz de Vicuña‎) تهیه‌کننده فیلم اهل اسپانیا و پایه‌گذار و مدیر استودیوی فیلم‌سازی ایمپالا در مادرید است. وی دانش آموختهٔ دانشگاه ییل است و در آنجا سردبیر یک مجله فکاهی دانشجویی بود.
از فیلم‌هایی که وی در آن‌ها نقش داشته است، می‌توان به فصل شکار، با باد شرق و جنبه دیگر همبستر شدن اشاره نمود.